# Lucifer-Polka
Lucifer-Polka ("Polka di Lucifero") op.266, è una polka veloce di Johann Strauss (figlio).
Sulla prima edizione per pianoforte della Lucifer-polka di Strauss venne raffigurato un tranquillo paesaggio con prati e colline. Nel cielo brillava Lucifero, il "Portatore di luce", nome col quale viene spesso indicato il pianeta Venere quale stella del mattino.
Vi è insomma la possibilità di una doppia interpretazione per il titolo della polka veloce di Strauss: l'illustratore dell'edizione per pianoforte optò per l'interpretazione astronomica, quando però il compositore stesso aveva in mente ben altra interpretazione.
Questo lavoro fu composto espressamente per il ballo dell'associazione di artisti viennesi Hesperus, che si tenne nel Dianabad-Saal il 22 febbraio 1862, insieme ad un altro brano scritto apposta per l'occasione, la Hesperus-Polka.